# Kúš (Bible)

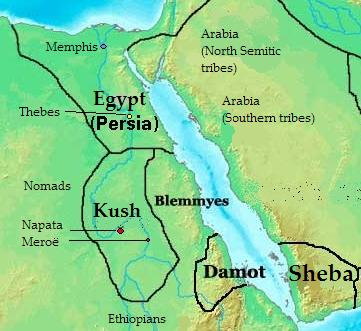
Mapa královstvích, států, kmenů roku 400 př.Kr. v Africe

V Bibli Kúš (hebrejsky כּוּשׁ) označuje jméno jednoho z vnuků Noeho a popisuje jeho potomstvo: Kúšijce. Taktéž označuje země, v nichž kúšitské národy přebývaly.
Název Kúš se nachází také v egyptských pramenech a označuje tamější region Núbii. Na konci 8. století před Kristem núbijští vládci dobyli říši Kúš, a dokonce na téměř 50 let získali i moc v Egyptě. Proto jsou Kúšijci v bibli nejčastěji představováni jako obyvatelé tmavé pleti na území Afriky (v překladu Martina Luthera byli původně považováni za "černochy"). Bible také pojednává o Kúšijcích jako o obyvatelích Palestiny a Arabského poloostrova.
Od těch se odlišují dnešní mluvčí kušitštiny v Etiopii a Somálsku (jejichž jazyk je však znám po biblických Kúšijcích).

## Předchůdce
Podle Tanachu po potopě celé lidstvo pocházelo ze tří synů Noeho, tj. ze: Šéma, Cháma a Jáfeta. Kúšijci pocházejí z Kúše, nejstaršího syna Chámova. Podle Genesis byli Kúšovi bratři: Misraim ("Egypt"), Pút ("Libye"? možná Punt ?) a Kenaan; jeho synové: Seba, Chavíla, Sabta, Raema a Sabteka (zde se obvykle myslí arabské kmeny). Zvláště vyzdvihován je zde Kúšův syn Nimrod, „obratný lovec před Hospodinem“, který je prohlášen za zakladatele říše a stavitele měst v Mezopotámii a Asýrii. Zde je typické, že se mezi jednotlivci a klany a národy, které z nich pocházejí, nečiní žádný jasný rozdíl. Města a země mají také v biblickém pojetí svého předchůdce.

## Kúšijci na Blízkém východě
O Mojžíši je řečeno, že se oženil s kúšitskou ženou. Ve 4. knize Mojžíšově ho z toho obviňují jeho sourozenci Mirjam a Árón. Není jasné, zdali se u této kúšitské ženy jednalo o Siporu, dceru kněze Jetra nebo o konkubínu. V prvním případě by to byla Midjánka (přesněji Kénijka), patřící k lidem, kteří stejně jako Izraelité praktikovali Jahvův kult a usadili se na východním břehu Jordánu a v Negevu.
Jen jeden kúšijský sluha se odvážil předat králi Davidovi zprávu o Abšalómově smrti.
V 2. Paralipomenon je vylíčeno vítězství krále Ásy, krále Judy (přibližně kolem r. 900 před Kristem) proti obrovské přesile Kúšijců. Údaje o milionu kúšijských bojovnících s 300 bojovými vozy jsou však zjevně značně přehnané. Zmínka o místních názvech Maréša a Gerar spíše poukazuje na to, že se u těchto Kúšijců jednalo o malý kmen v Negevu. Odpovídá tomu i skutečnost, že i v 2. Paralipomenon jsou Kúšijci zmíněni jako sousedé Pelištejců a Arabů.
Vidění proroka Abakuka: „Vidím, jak hrouží se v nicotu kúšanské stany, jak se chvějí stanové houně midjanské země." by také mohla poukazovat na kúšijské nomády Východního břehu Jordánu.

## Kúšijci z Afriky
U proroka Izajáše (asi 740 až 701 př. n. l.) se Kúšijci objevují v jiném kontextu. Král Chizkijáš byl ke konci svého kralování zapojen do konfliktu mezi asyrským Sinacheríbem a Egypťany pod vedením kušitského faraona Taharka. Kúš je umístěn vedle mocných zemí, jako jsou Asýrie, Egypt, Elam a „mořské ostrovy“, z nichž jednoho dne bude zachráněn zbytek lidu Izraele. V Izajáši prorok vyhlašuje Boží soud nad Kúšem: "Běda zemi okřídleného hmyzu při řekách Kúše; posílá vyslance po moři, po vodní hladině v plavidlech šáchorových. Jděte, poslové hbití, k urostlému pronárodu s lesklou pletí, k lidu daleko široko obávanému, k pronárodu nesrozumitelné řeči, který poražené pošlapává, jehož zemí protékají řeky!"
V Jeremiáši prorok Jeremiáš naráží na barvu pleti Kúšijců. Když Jeruzalém v roce 597 př. n. l. dobyli Babyloňané, Nebúkadnesar tam dosadil krále Sidkijáše jako vazala. Tento Sidkijáš je naopak ve spojenectví s Egyptem. Prorok kritizuje krále a poté je zatčen pro podezření ze zrady. Jedná se o kúšijského dvořana Ebedmeleka (doslova: „Služebníka krále“), který krále upozorní na bezpráví vůči Jeremiášovi a osvobodí Jeremiáše z cisterny. Tento příběh o jednom vykořeněném muži, který se ujímá pronásledovaného, je jedním z nejoblíbenějších příběhů Židů, od nichž k tomuto příběhu v podání kolovaly různé verze.